# Alexander González (futbolista)
Alexander González (Maracay, Aragua, 13 de septiembre de 1992) es un futbolista venezolano que juega como defensa en el Club Sport Emelec de la Serie A de Ecuador.

## Trayectoria

### Inicios
Hijo de José Antonio González Castillo y María Jesús Síbulo Pabón. Su padre y su tío fueron jugadores profesionales de fútbol sala. Comenzó a jugar en fútbol en el colegio, San José de Calasanz de Caracas cuando tenía cinco años. Jugando en la Liga Infantil César del Vecchio, llamó la atención de varios entrenadores del Caracas Fútbol Club. Tras varias semanas de prueba, le aprobaron su estancia en las inferiores del conjunto capitalino.

### Caracas
Debutó con el Caracas Fútbol Club en el año 2010 bajo la dirección de Noel Sanvicente, formando parte del plantel titular que se coronó campeón en la doble final contra el Deportivo Táchira (1-0; 4-1) en mayo de 2010. En la temporada 2010-11 es pieza en el esquema táctico de Ceferino Bencomo (que había reemplazado a Sanvicente en el Torneo Clausura 2010) en donde la mayoría de los partidos fue titular. Marcó 4 goles, 2 jugando como mediocampista y los otros como lateral derecho. En la Copa Libertadores 2011 jugó los 6 partidos de la fase de grupos en donde su equipo quedó eliminado en el último partido contra Vélez Sarsfield. En la campaña mencionada anteriormente, fue nombrado como mejor juvenil de la temporada.

### Young Boys
El 3 de enero de 2012 el Caracas Fútbol Club anunció su fichaje por parte del BSC Young Boys de la Super Liga Suiza por un lapso de cuatro años. Debuta con el equipo suizo el 25 de marzo de 2012 con victoria de su equipo 4-0 al FC Thun. Marcó su primer gol el 5 de mayo contra el FC Luzern después de un robo de su compañero quien lo asistió y aprovechando que estaba desmarcado manda un disparo potente. El 2 de septiembre volvió a marcar contra el mismo equipo, esta vez para darle la victoria. Anotó su primer gol en la Copa Suiza el 11 de noviembre de 2012 en el minuto 76 ante el SV Muttenz. Marcó por primera vez en competencias europeas el 6 de diciembre contra el FK Anzhí Majachkalá en la Liga Europea de la UEFA 2012-13.

### España
El 31 de enero de 2016 fue anunciado como nuevo fichaje del Huesca de la Segunda División de España firmando un contrato hasta junio del año 2017. El 21 de mayo de 2018 logró el ascenso a la Primera División ganando al Lugo como visitante por 0-2 y asegurándose matemáticamente una de las dos plazas que daban el ascenso directo.
En la temporada 2018-19, sin embargo, continuó jugando en Segunda División, al llegar libre al Elche. En el club ilicitano se consolidó en el lateral derecho del equipo.
A finales de agosto de 2019 firmó por un año con el Mirandés. El 5 de febrero alcanza con su equipo el pase a semifinales de la Copa del Rey 2019-20 al vencer 4-2 al Villarrea, llegando a batir también a Sevilla, Celta de Vigo, entre otros. Disputó un total de 32 encuentros en la temporada donde brindó dos asistencias. Dicha cantidad de partidos se dividen en 26 por LaLiga SmartBank y los seis restantes fueron en la Copa del Rey.

### Breve paso por Rumania y vuelta a España
El 2 de septiembre de 2020 firmó por el Dinamo de Bucarest de la Primera División de Rumanía. El 21 de septiembre marcó su primer gol con el equipo, en un duelo correspondiente a la liga en el cual ganarían 3-1. En diciembre del mismo año abandonó el club por impagos y malos tratos por parte del equipo rumano, rescindiendo su contrato y quedando libre.
Regresa a España el 28 de diciembre cuando fue fichado por el Málaga hasta el final de temporada de 2020-21. Poco tiempo después se anunció su renovación hasta 2022.

## Selección nacional

### Selección sub-20
Jugó todos los partidos del Campeonato Sudamericano Sub-20 de 2011 donde la selección de fútbol sub-20 de Venezuela fue eliminada, siendo una pieza importante para el equipo de Marcos Mathias.

### Selección absoluta
Debutó en un partido amistoso ante la selección de fútbol de Argentina en el Estadio San Juan del Bicentenario, donde se jugó por primera vez. En dicho partido Venezuela perdió 4-1.
Después de una buena temporada con el Caracas Fútbol Club, fue tomado en cuenta por el entrenador César Farías que al principio lo convocó en la pre-nómina y terminó llevándolo a los 23 que van a la Copa América 2011 de manera sorpresiva. Con esa convocatoria sería el menor de los seleccionados, en donde el mayor tenía casi el doble de su edad, José Manuel Rey con 36 años.
El 11 de septiembre de 2012, González debutó en Eliminatorias contra Paraguay en el Estadio Defensores del Chaco, en donde La Vinotinto salió victoriosa por vez primera en tierras paraguayas por 0-2. Asimismo, jugó como titular en el empate de la novena fecha de las clasificatorias al Mundial ante Ecuador. Al siguiente mes, jugó como titular en el encuentro amistoso ante Nigeria.
En un partido amistoso disputado en La Paz ante la selección de Bolivia que quedó con un resultado 3-2 a favor de Bolivia, Alexander González anotó su primer gol con la selección.
En septiembre de 2023 fue elegido en el XI Ideal de las primeras 2 fechas de las eliminatorias sudamericanas para el Mundial FIFA 2026.

### Participaciones en Copa América
| Copa                         | Sede           | Resultado        | Partidos | Goles |
| ---------------------------- | -------------- | ---------------- | -------- | ----- |
| Copa América 2011            | Argentina      | Cuarto lugar     | 1        | 0     |
| Copa América Centenario 2016 | Estados Unidos | Cuartos de final | 3        | 0     |
| Copa América 2021            | Brasil         | Fase de grupos   | 3        | 0     |
| Copa America 2024            | Estados Unidos | Cuartos de final | 2        | 0     |

## Clubes
Actualizado al último partido jugado el 17 de agosto de 2025.
| Club                     | País      | Año                  | PJ | Goles | Asist. |
| ------------------------ | --------- | -------------------- | -- | ----- | ------ |
| Caracas F. C.            | Venezuela | 2010-2011            | 65 | 8     | 9      |
| B. S. C. Young Boys      | Suiza     | 2011-2012; 2015-2016 | 48 | 5     | 3      |
| F. C. Aarau              | Suiza     | 2012-2013            | 35 | 5     | 4      |
| F. C. Thun               | Suiza     | 2013-2015            | 38 | 8     | 2      |
| S. D. Huesca             | España    | 2015-2018            | 84 | 7     | 8      |
| Elche C. F.              | España    | 2018-2019            | 24 | 1     | 5      |
| C. D. Mirandés           | España    | 2019-2020            | 32 | 1     | 2      |
| F. C. Dinamo de Bucarest | Rumania   | 2020                 | 7  | 1     | 1      |
| Málaga C. F.             | España    | 2021                 | 18 | 0     | 0      |
| F. C. Pyunik Ereván      | Armenia   | 2022                 | 33 | 0     | 8      |
| Caracas F. C.            | Venezuela | 2023                 | 28 | 0     | 0      |
| C. S. Emelec             | Ecuador   | 2024-presente        | 46 | 2     | 2      |

## Palmarés

### Títulos nacionales
| Club                | Título                        | País      | Año  |
| ------------------- | ----------------------------- | --------- | ---- |
| Caracas F. C.       | Primera División de Venezuela | Venezuela | 2010 |
| F. C. Pyunik Ereván | Liga Premier de Armenia       | Armenia   | 2022 |

### Distinciones individuales
| Distinción                                          | Año     |
| --------------------------------------------------- | ------- |
| Juvenil del Año de la Primera División de Venezuela | 2010-11 |